# Majaure
Majaure är en sjö i Kiruna kommun i Lappland och ingår i Torneälvens huvudavrinningsområde. Sjön har en area på 3,16 kvadratkilometer och ligger 531 meter över havet. Majaure ligger i Rautas fjällurskog Natura 2000-område. Sjön avvattnas av vattendraget Tiansbäcken.

## Delavrinningsområde
Majaure ingår i det delavrinningsområde (753683-167142) som SMHI kallar för Utloppet av Majaure. Medelhöjden är 596 meter över havet och ytan är 33,21 kvadratkilometer. Det finns inga avrinningsområden uppströms utan avrinningsområdet är högsta punkten. Tiansbäcken som avvattnar avrinningsområdet har biflödesordning 3, vilket innebär att vattnet flödar genom totalt 3 vattendrag innan det når havet efter 426 kilometer. Avrinningsområdet består mestadels av skog (44 procent), sankmarker (12 procent) och kalfjäll (28 procent). Avrinningsområdet har 3,27 kvadratkilometer vattenytor vilket ger det en sjöprocent på 9,8 procent.